# Zhejiang Nuzi Paiqiu Dui 2012-2013
Questa voce raccoglie le informazioni riguardanti lo Zhejiang Nuzi Paiqiu Dui nelle competizioni ufficiali della stagione 2012-2013.

## Organigramma societario
Area tecnica
- Allenatore: Wu Sheng

## Rosa
| N° | Nome         | Ruolo | Data di nascita  | Nazionalità sportiva |
| -- | ------------ | ----- | ---------------- | -------------------- |
| 1  | Zhao Xiyu    | S     | 20 agosto 1995   | Cina                 |
| 2  | Wang Xianfen | C     | 22 aprile 1989   | Cina                 |
| 3  | Jiang Yuxiao | S     | 24 luglio 1993   | Cina                 |
| 4  | Wang Na      | P     | 25 febbraio 1990 | Cina                 |
| 5  | Luo Yu       | C     | 27 febbraio 1987 | Cina                 |
| 6  | Zhou Suhong  | S/O   | 23 aprile 1979   | Cina                 |
| 7  | Shan Danna   | L     | 8 ottobre 1995   | Cina                 |
| 8  | Li Jing      | S     | 9 agosto 1991    | Cina                 |
| 9  | Jin Yan      | P     | 8 gennaio 1993   | Cina                 |
| 10 | Sun Jizhao   | L     | 16 luglio 1987   | Cina                 |
| 11 | Qiu Yanan    | S/O   | 16 gennaio 1989  | Cina                 |
| 12 | Yang Zhou    | C     | 21 aprile 1991   | Cina                 |
| 13 | Xie Yulu     | C     | 29 agosto 1998   | Cina                 |
| 14 | Zhu Lijun    | S     | 11 maggio 1982   | Cina                 |
| 15 | Wang Huimin  | S/O   | 11 novembre 1992 | Cina                 |
| 16 | Jin Zhaoyang | S     | 20 luglio 1995   | Cina                 |
| 17 | Yang Yanyu   | S     | 15 aprile 1998   | Cina                 |
| 18 | Bao Yunyun   | S     | 26 dicembre 1991 | Cina                 |